# Freetown

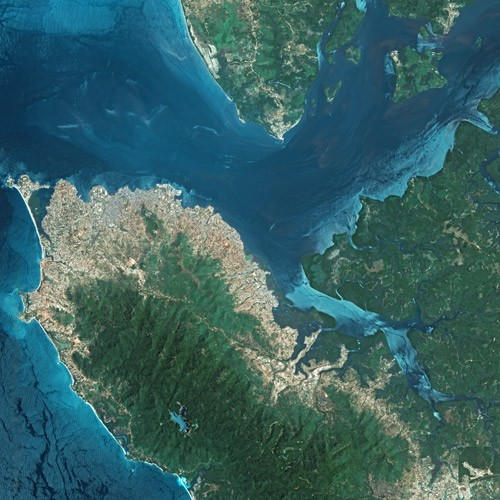
Freetown nhìn từ vệ tinh Spot

Freetown là thủ đô và là thành phố lớn nhất của Sierra Leone. Đây là thành phố cảng lớn bên bờ Đại Tây Dương, tọa lạc ở Western Area của Sierra Leone và có dân số 1.070.200 người . Freetown là trung tâm hành chính, tài chính, giáo dục, giao thông, văn hóa và kinh té của quốc gia này.
Kinh tế Freetown phần lớn dựa vào cảng của thành phố này, là cảng tự nhiên lớn nhất ở châu Phi, là cảng tự nhiên lớn thứ 3 thế giới.. Cảng của Freetown là hải cảng chính phục vụ xuất nhập khẩu của Sierra Leone. Thành phố này có các ngành lọc dầu, cắt kim cương, chế biến cá, thuốc lá.
Freetown có Fourah Bay College, đại học lâu đời nhất châu Phi, được lập năm 1827. Thành phố Freetown do John Clarkson thành lập và làm nơi trú ngụ của các nô lệ Mỹ tự do, gọi là 'Nova Scotians' (cũng gọi là 'Settlers') là những người được Sierra Leone Company đưa đến Sierra Leone năm 1792.

## Khí hậu
Freetown có khí hậu nhiệt đới gió mùa (phân loại khí hậu Köppen Am). Nhiệt độ trung bình hàng năm là khoảng 28 °C.
| Dữ liệu khí hậu của Freetown                                    | Dữ liệu khí hậu của Freetown | Dữ liệu khí hậu của Freetown | Dữ liệu khí hậu của Freetown | Dữ liệu khí hậu của Freetown | Dữ liệu khí hậu của Freetown | Dữ liệu khí hậu của Freetown | Dữ liệu khí hậu của Freetown | Dữ liệu khí hậu của Freetown | Dữ liệu khí hậu của Freetown | Dữ liệu khí hậu của Freetown | Dữ liệu khí hậu của Freetown | Dữ liệu khí hậu của Freetown | Dữ liệu khí hậu của Freetown |
| Tháng                                                           | 1                            | 2                            | 3                            | 4                            | 5                            | 6                            | 7                            | 8                            | 9                            | 10                           | 11                           | 12                           | Năm                          |
| --------------------------------------------------------------- | ---------------------------- | ---------------------------- | ---------------------------- | ---------------------------- | ---------------------------- | ---------------------------- | ---------------------------- | ---------------------------- | ---------------------------- | ---------------------------- | ---------------------------- | ---------------------------- | ---------------------------- |
| Cao kỉ lục °C (°F)                                              | 36.0 (96.8)                  | 38.0 (100.4)                 | 38.0 (100.4)                 | 38.5 (101.3)                 | 35.0 (95.0)                  | 35.0 (95.0)                  | 33.0 (91.4)                  | 32.0 (89.6)                  | 31.0 (87.8)                  | 35.0 (95.0)                  | 36.5 (97.7)                  | 33.5 (92.3)                  | 38.5 (101.3)                 |
| Trung bình ngày tối đa °C (°F)                                  | 29.9 (85.8)                  | 30.3 (86.5)                  | 30.9 (87.6)                  | 31.2 (88.2)                  | 30.9 (87.6)                  | 30.1 (86.2)                  | 28.7 (83.7)                  | 28.4 (83.1)                  | 29.0 (84.2)                  | 29.9 (85.8)                  | 30.1 (86.2)                  | 29.7 (85.5)                  | 29.9 (85.9)                  |
| Trung bình ngày °C (°F)                                         | 27.3 (81.1)                  | 27.6 (81.7)                  | 28.1 (82.6)                  | 28.5 (83.3)                  | 28.3 (82.9)                  | 27.4 (81.3)                  | 26.3 (79.3)                  | 25.9 (78.6)                  | 26.4 (79.5)                  | 27.1 (80.8)                  | 27.7 (81.9)                  | 27.5 (81.5)                  | 27.3 (81.2)                  |
| Tối thiểu trung bình ngày °C (°F)                               | 23.8 (74.8)                  | 24.0 (75.2)                  | 24.4 (75.9)                  | 24.8 (76.6)                  | 24.4 (75.9)                  | 23.6 (74.5)                  | 23.1 (73.6)                  | 23.0 (73.4)                  | 23.1 (73.6)                  | 23.4 (74.1)                  | 24.0 (75.2)                  | 24.1 (75.4)                  | 23.8 (74.9)                  |
| Thấp kỉ lục °C (°F)                                             | 15.0 (59.0)                  | 17.8 (64.0)                  | 19.4 (66.9)                  | 20.0 (68.0)                  | 20.6 (69.1)                  | 20.0 (68.0)                  | 19.4 (66.9)                  | 19.4 (66.9)                  | 20.0 (68.0)                  | 19.4 (66.9)                  | 20.0 (68.0)                  | 15.6 (60.1)                  | 15.0 (59.0)                  |
| Lượng mưa trung bình mm (inches)                                | 8.0 (0.31)                   | 6.0 (0.24)                   | 28.0 (1.10)                  | 68.0 (2.68)                  | 214.0 (8.43)                 | 522.0 (20.55)                | 1.190 (46.85)                | 1.078 (42.44)                | 800.0 (31.50)                | 333.0 (13.11)                | 148.0 (5.83)                 | 38.0 (1.50)                  | 4.433 (174.54)               |
| Số ngày mưa trung bình                                          | 0                            | 0                            | 1                            | 4                            | 15                           | 22                           | 27                           | 27                           | 24                           | 21                           | 9                            | 2                            | 152                          |
| Độ ẩm tương đối trung bình (%)                                  | 66                           | 67                           | 67                           | 68                           | 73                           | 76                           | 81                           | 82                           | 80                           | 78                           | 76                           | 69                           | 74                           |
| Số giờ nắng trung bình tháng                                    | 226.3                        | 215.6                        | 232.5                        | 207.0                        | 189.1                        | 153.0                        | 102.3                        | 86.8                         | 126.0                        | 186.0                        | 198.0                        | 161.2                        | 2.083,8                      |
| Nguồn 1: NOAA, Deutscher Wetterdienst (extremes),               |                              |                              |                              |                              |                              |                              |                              |                              |                              |                              |                              |                              |                              |
| Nguồn 2: Hệ thống phân loại tác động khí hậu trên toàn thế giới |                              |                              |                              |                              |                              |                              |                              |                              |                              |                              |                              |                              |                              |